# Huanglong
Huanglong (en xinès tradicional: 黄龙, xinès simplificat: 黄龙, pinyin: Huanglong) és una regió d'interès panoràmic i històric de Huanglong a la zona del comtat de Songpan, situat a la part nord-oest de Sichuan, a la Xina. Està inscrita a la llista del Patrimoni de la Humanitat de la UNESCO des del 1992.
Està situada a la part sud de les muntanyes Minshan, a uns 150 quilòmetres al nord, nord-oest de la capital Chengdu. Aquesta zona és coneguda per les vistoses terrasses formades per dipòsits de calcita, sobretot a Huanglonggou (el camí del Drac Groc), així com diversos ecosistemes forestals, pics coronats de neu, cascades i fonts termals. Huanglong és també l'hàbitat de diverses espècies en vies d'extinció que inclouen el panda gegant i el mico daurat.